# William Cox
William Cox   (Rochester, 12 de juliol de 1904 - Webster, 3 de juny de 1996) va ser un atleta estatunidenc, especialista es curses de mig fons, que va competir durant la dècada de 1920.
El 1924 va prendre part en els Jocs Olímpics de París, on guanyà la medalla de bronze en la prova dels 3.000 metres relleus del programa d'atletisme, formant equip amb Edward Kirby i Willard Tibbetts.
Cox estudià al Rochester Shop School, Mercersburg Academy i Pennsylvania State University. En el seu palmarès també destaquen nou títols de l'IC4A, entre ells el títol individual de cros de 1926 i 1927, i el de la milla de 1927.

## Millors marques
- Milla. 4.' 19.4" (1924)[1][2]